# Microligea
Microligea is een zangvogel uit de familie Phaenicophilidae. Deze familie werd op grond van onderzoek gepubliceerd in 2013 en 2015 als een aparte clade onderscheiden. Lange tijd bestond er geen consensus over de fylogenetische verwantschap van deze soort, die ook wel werd ingedeeld bij de Parulidae (Amerikaanse zangers). Er is één soort:
- Microligea palustris – Haïtizanger